# Sergio Rubini
Sergio Giuseppe Rubini (Grumo Appula, 21 de dezembro de 1959) é um ator e cineasta italiano.
Frequentou, por dois anos, a Accademia nazionale d'arte drammatica em Roma. Estreou no cinema em 1985, no filme Figlio mio, infinitamente caro.... Em 1987, foi escalado por Federico Fellini para fazer o papel de Federico Fellini no filme Entrevista em seu primeiro trabalho como protagonista. Neste filme, ganhou o Nastro d'Argento e o David di Donatello de ator iniciante.
Em 1990, estreou como cineasta no filme La stazione. Em 2014, atuou no filme brasileiro A Estrada 47.

## Filmografia (incompleta)
- Chiedi la luna - 1991
- Nirvana - 1997
- The Talented Mr. Ripley - 1999
- A Paixão de Cristo - 2004
- Manuale d'Amore - 2005
- Que Estranho Chamar-se Federico - 2013